# Paprét (Fülek)
A Paprét (szlovákul Farská Lúka) Fülek egyik városrésze. 

## Története
A városrész maga a 18. században települt be, de a város szocialista átépítése során a parasztházakat elbontották és a helyükre panelházakat építettek. Az utcarendszert is átépítették, az eredeti utcákra a Paprét egyik alig 100 méter hosszú szakasza emlékeztet.

## Megközelítése
Keletről a Daxner utcán, Dél felől a Moyzes, Božena Slančíková Timrava és a Jesenské utcán át lehet megközelíteni.

## Intézményei

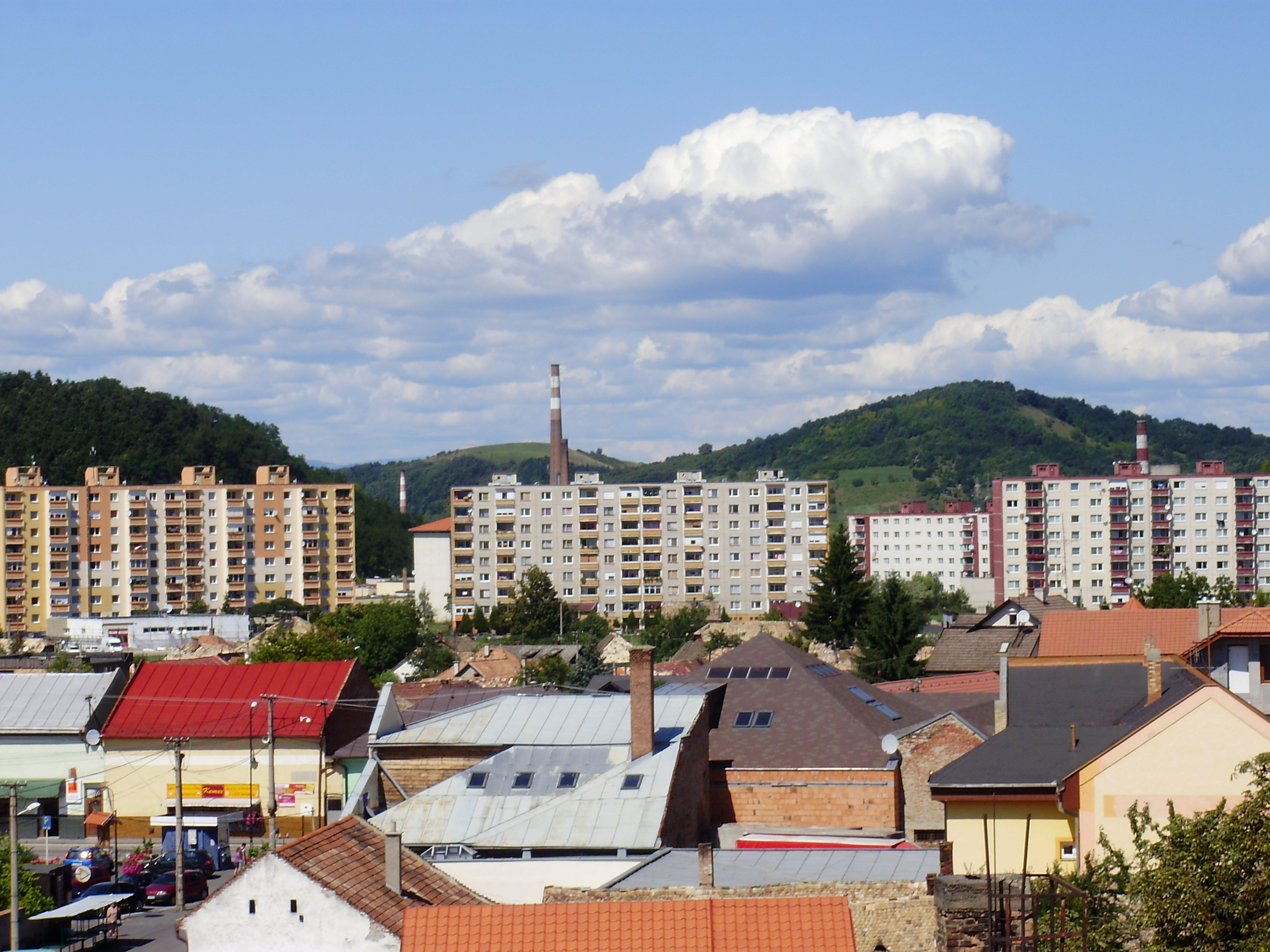
A lakótelep egy részlete a templom környékén

Oktatás:
- Mocsáry Lajos Alapiskola
- Egyesített Szakközépiskola
- Daxner Utcai Óvoda